# Ectopsocus richardsi
Ectopsocus richardsi är en insektsart som först beskrevs av John Victor Pearman 1929.  Ectopsocus richardsi ingår i släktet Ectopsocus och familjen rektangelstövsländor. Inga underarter finns listade i Catalogue of Life.